# Британська система нагород

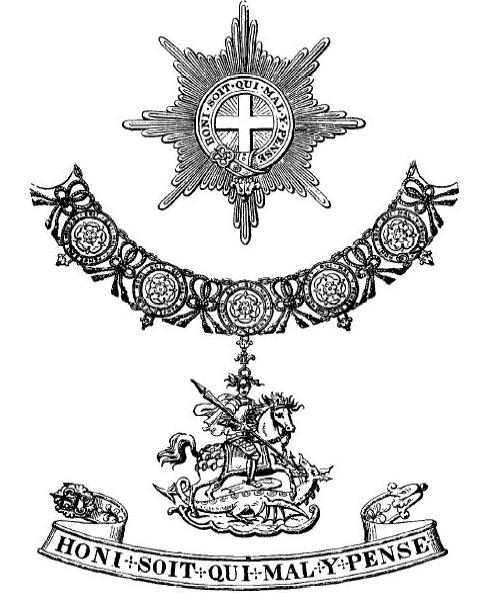
Орден Підв'язки

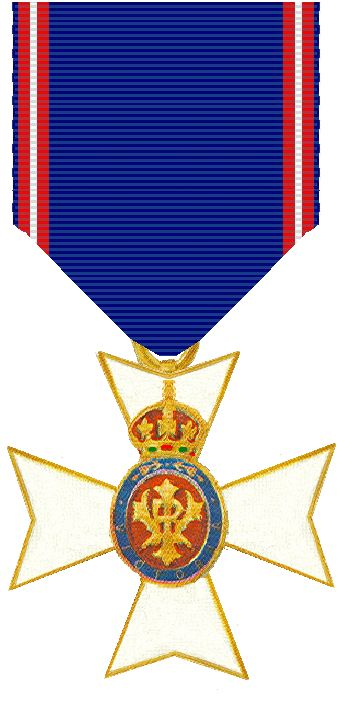
Королівський Вікторіанський Орден

Британська система нагород (англ. British Honours System) — система винагород за особисту хоробрість, досягнення або службу Сполученого Королівства. Система складається з трьох типів нагород: почесті, медалі та нагородні знаки.
- Почесті — для визнання чеснот в термінах досягнення і служби;
- Медалі — для визнання хоробрості, довгої та / або відмінної служби, та / або зразкової поведінки,
- Нагородні знаки — зазвичай даються за специфічні справи.

## Труднощі перекладу
Основна роль почестей — не стільки нагородження (award) людини, скільки формальне визнання заслуг. Честь НЕ синонім чесності, а синонім гарної репутації ділових якостей. У кожного стану свої поняття про честь і почесті.

## Коротка історія
Хоча відомо, що англо-саксонські королі нагороджували своїх вірних людей кільцями та іншими знаками пошани, тільки Варяги ввели лицарство як частину їх феодального правління. Перший англійський лицарський орден, Орден підв'язки був створений у 1348 Едвардом III, королем Англії. З тих пір систему змінювали для задоволення потреб виділяти інші форми служби Англії (пізніше — Великої Британії та Об'єднаному Королівстві). Різні лицарські ордени були створені поряд з нагородами за військову службу, хоробрість, гідність та досягнення.

## Сучасні почесті

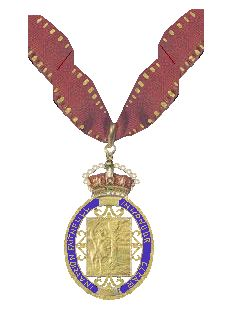
Орден кавалерів Честі

Як глава держави, Суверен залишається «джерелом честі», але система визначення кандидатів для нагородження з часом істотно змінилася. Були створені різні лицарські ордена (див.нижче) поряд з нагородами за військову службу, хоробрість, достоїнства і досягнення, які приймають форму нагородних знаків і медалей.
Медалі в основному не мають ступенів. Кожна вручається за певну службу, і зазвичай має конкретні критерії, які потрібно задовольнити. Ці критерії можуть включати період часу і часто вказують конкретний географічний регіон. Медалі, як правило, не видаються Монархом. Повний список нагороджених друкується в «наказі носіння», іноді опублікується в London Gazette.
Почесті поділяються на класи («ордена») і на ступені для розрізнення більшою чи меншою мірою досягнень. Не існує критеріїв для визначення цих рівнів; зазвичай для цього збираються комітети за різними почестями і вирішують, які кандидати заслуговують який тип нагород і якою мірою. Оскільки їх вирішення неминуче суб'єктивно, нагородні списки часто викликають критику тих, хто сильно проти певних випадків. Кандидатів висувають суспільні або приватні організації, за урядовим департаментам або висуваються простими громадянами. В залежності від їх ролей, обрані комітетами люди подаються або Прем'єр-Міністра, державному секретарю або державному секретарю з оборони на затвердження перед поданням Суверену для кінцевого затвердження. Деякі почесті даються суто за розсуд Суверена.
Повний список із приблизно 1350 імен друкується двічі на рік, на Новий рік і в день народження (офіційна) суверена. Нагороди потім видаються Монархом або ж принцом Уельським на церемонії вручення.

### Відмова або відзив
Невелике число людей відмовилося від пропозиції нагород, зазвичай з особистих причин. Почесті іноді забирають (відкликають), якщо той, хто її отримав, скоїв кримінальне правопорушення, так, наприклад, звання офіцера Ордена Британської імперії був позбавлений Кім Філбі в 1965.

## Сучасні лицарські ордени
Сучасна система честі складається з 10 кавалерських орденів. У кожній є свої ступені і у деяких пов'язані медалі, як можна бачити в статтях нижче (наведені у порядку зниження цінності почесті):
- Орден Підв'язки (заснований 1348)
- Орден Будяка (1687)
- Орден Лазні (1725)
- Орден Святого Михайла і Святого Георгія (англ. Most Distinguished Order of St Michael and St George, 1818)
- Орден «За видатні заслуги» (англ. Distinguished Service Order, 1886)
- Королівський вікторіанський орден (англ. Royal Victorian Order, 1896)
- Орден «За заслуги» (англ. Order of Merit, 1902)
- Орден імперської служби (англ. Imperial Service Order, 1903)
- Орден Британської Імперії (англ. Most Excellent Order of the British Empire, 1917)
- Орден кавалерів Честі (англ. Order of the Companions of Honour, 1917)
- Статути кожного ордена вказують розмір ордена, використання букв після імені, а також вид і носіння знаків відмінності. Крім Ордена імперської Служби, всі ордена мають свої літери після імені.

## Старі лицарські ордени

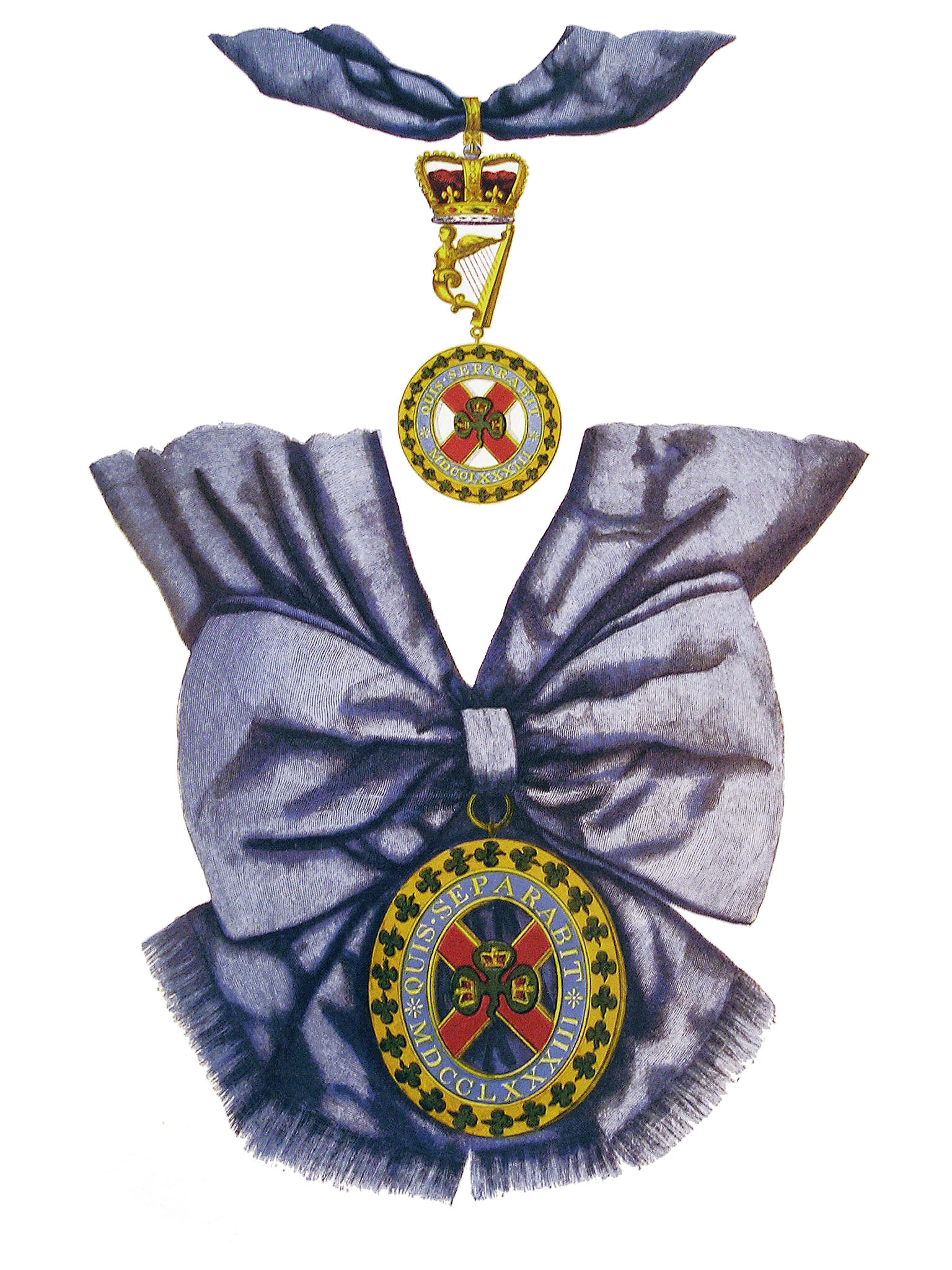
Орден Святого Патрика

Ордена створювалися в певні часи для певних цілей. У деяких випадках причини перестали бути вагомими, і ордена попадали в забуття, в основному через розпад Британської імперії в двадцятому столітті. Реформи системи теж привели до змін, наприклад, Орденом Британської Імперії перестали нагороджувати в ОБ у 1993, також як і Орденом імперської Служби (хоча медалі ще даються). Думали, що вони зберігали класові відмінності.

### НайвидатнішийОрден Святого Патрика

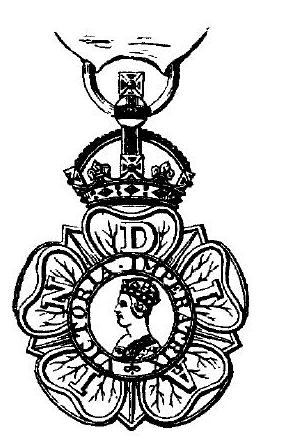
Орден Індійської Імперії

Заснований в 1783, орден з одним ступенем перестав використовуватися після набуття Ірландією незалежності. Останній живий лицар принц Генрі, герцог Глочестер помер у 1974.

### Королівський Гвельфский Орден
Відомий також як Ганноверський Гвельфский Орден, три-класова почесть, був заснований в 1815 і нагороди робилися у військовій та цивільній номінаціях. У ОБ використовувався до 1837, коли смерть Вільгельма IV не припинила особисту унію з Ганновером.

### Індійські Ордена
- Найвищий Орден Зірки Індії (заснований в 1861)
- Найвищий Орден Індійської Імперії (1878)
- Імперський Орден Індійської Корони (1878)

Ці ордена належали до Британському Раджу (правління) і зараз також мертві. Старший орден, Індійської Зірки, розділений на три ступені, Лицаря Великого командора, Лицаря командора і Товариша, з яких перший привласнювався князям і вождям індійських держав, а також важливим британським цивільним службовцям в Індії. Жінки не були допущені до отримання нагород. Молодший орден, Індійської Імперії, був розділений на такі ж ранги і теж виключав жінок. Третій орден, Корони Індії, використовувався виключно для жінок. Його члени, однієї сходинки, складалися з жінок, і близьких родичок: — індійських князів і вождів; — віце-короля або генерал-губернатора; — губернаторів Бомбея, Мадраса і Бенгалії; — Головного державного секретаря для Індії — головнокомандувача Індії. Після отримання Індією незалежності в 1947 році, допуск в ці ордена припинено.

## Знаки відзнаки
Британські знаки відмінності, в порядку носіння:
- Хрест Вікторії (VC)
- Георгіївський хрест (Велика Британія) (GC)
- Хрест Видатної Мужності (Велика Британія) (CGC)
- Королівський Червоний хрест 1 класу (RRC)
- Медаль Георга (GM)
- Хрест «За відмінну службу» (Велика Британія)(DSC)
- Воєнний Хрест (Велика Британія) (MC)
- Хрест «За видатні льотні заслуги» (Велика Британія) (DFC)
- Медаль морський хоробрості (SGM)
- Королівська медаль хоробрості (QGM)
- Хрест Повітряних сил (Велика Британія) (AFC)
- Королівський Червоний хрест 2 класу (RRC)
- Орден Британської Індії (OBI)
- Кайзер-і-Хінд Medal.

Останні два не видавалися з 1947.

## Інші почесті

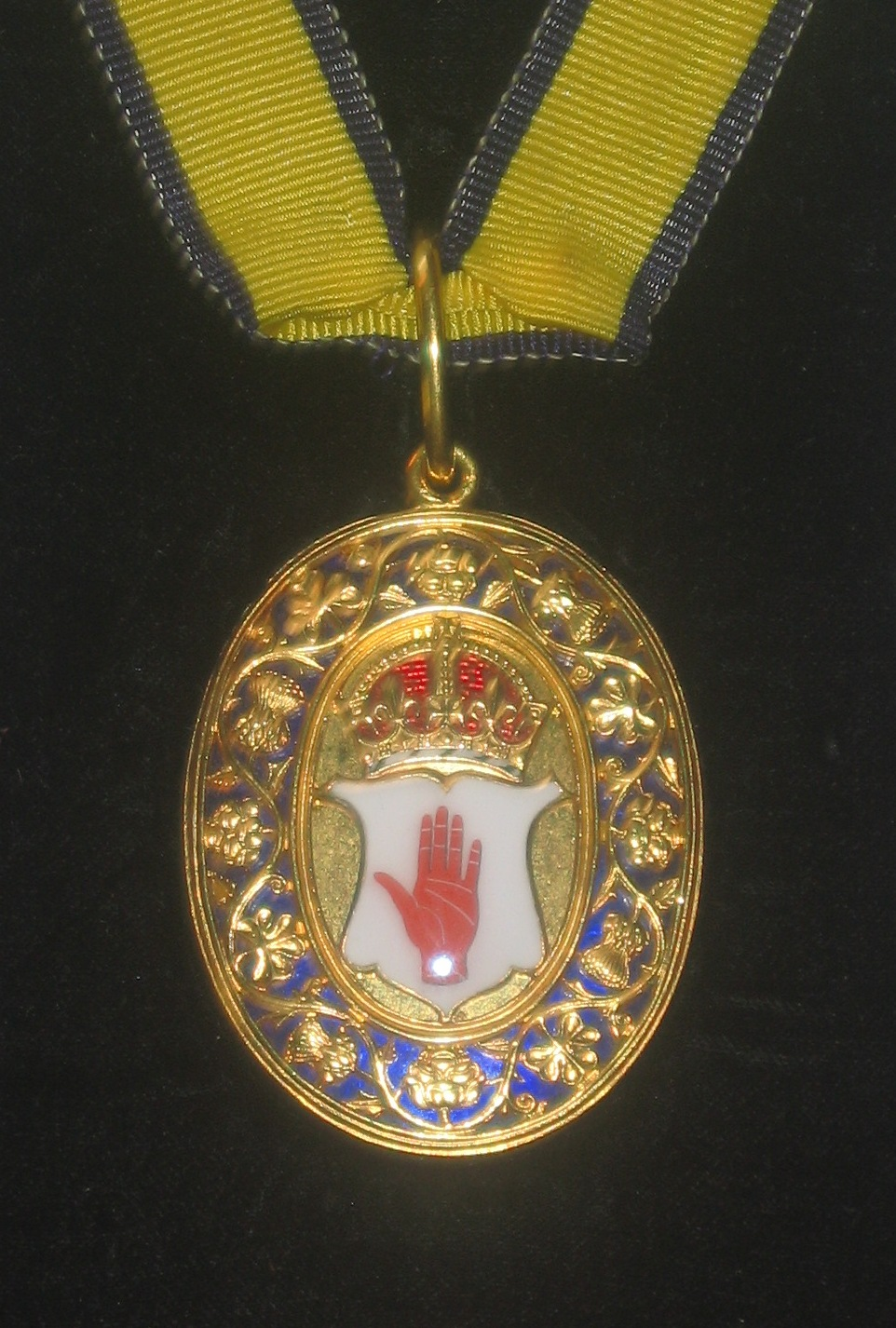
Знак Барона

### Успадкованеперство
Існує п'ять рангів успадкованого перства: граф, маркіз, герцог, віконт і барон. До XIX століття всі перства були успадковане.
Успадковане перство в ХХІ ст. надається, як правило, тільки членам королівської родини (остання за часом передача — наймолодшому синові Королеви герцогові Уессекському при його одруженні в 1999 р. У другій половині XX століття кілька разів у вигляді винятку спадкове перство було дане особам недворянського походження: з ініціативи Маргарет Тетчер в 1983 спікер Палати громад Джордж Томас став віконтом Тоніпандів, а його заступник Вільям Вайтлоу — віконтом Уайтлоу; втім, обидва не мали синів, так що обидва титули припинили своє існування з їх смертю. У тому ж 1983 р. титулом графа Стоктона був нагороджений незадовго до смерті колишній прем'єр-міністр Гарольд Макміллан — для колишніх прем'єр-міністрів ця почесть колись була традиційною. З тих пір спадкове перство не присуджувалося.

### Довічне перство
Довічні перства були введені згідно з Appellate Jurisdiction Act 1876 пробним випадком (випадок перства Wensleydale), який встановив, що довічні пери не будуть мати право на місце в Палаті лордів.
1958 року було прийнято Закон про призначення пожиттєвих перів ("Life Peerages Act") який врегулював правила призначення довічного перства. Зараз довічні пери мають право засідати в Палаті лордів.

### Баронетство

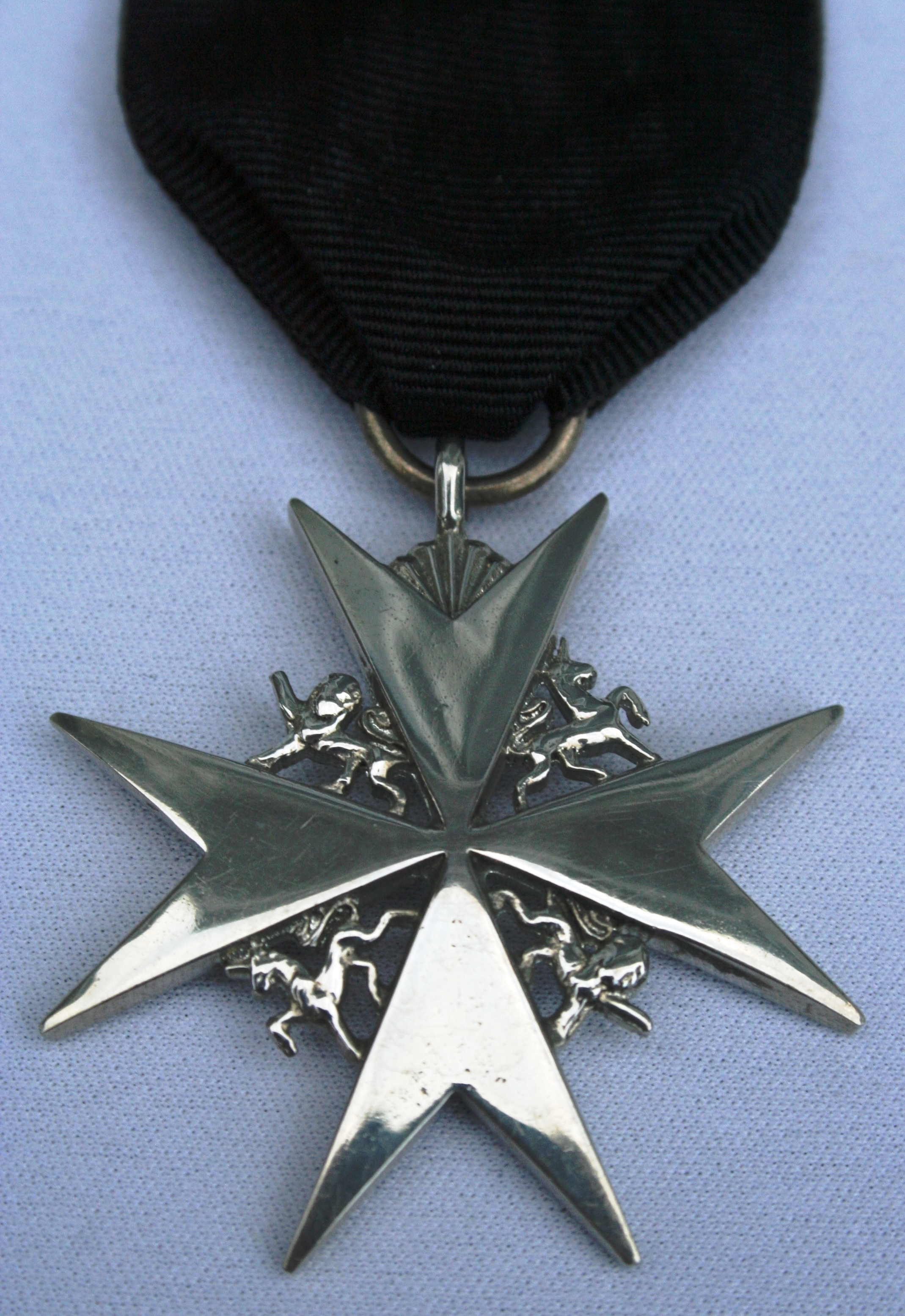
Орден св. Іоанна Ієрусалимського

Успадкована почесть з титулом сер. Баронетство — не перство, але зазвичай вважають різновидом лицарства. Як і успадковане перства, баронетство припинилися видаватися після приходу лейбористської партії до влади в 1964. Єдиним винятком було зроблено баронетство для чоловіка Маргарет Тетчер, Дениса, у 1991.

### Лицарство
Походячи від середньовічних кавалерів, лицарі існують в кавалерських орденах і в класі, відомому як лицарі-бакалаври. Регулярні одержувачі — судді Верховного суду і старші цивільні службовці. Лицарство дає титул Сір; жіночий еквівалент Дама існує тільки в кавалерських орденах.

### Інші ордена
Інші ордени, знаки і медалі не дають титулів, але дають право носієві ставити літери після назви — наприклад, деякі ордена королівської родини.

### Орден св. Іоанна Ієрусалимського
Члени Королівського Кавалерського Ордена святого Іоанна (заснований 1888) можуть носити інсігнії Ордена, але не мають окремого старшинства або титулу.

## Старшинства

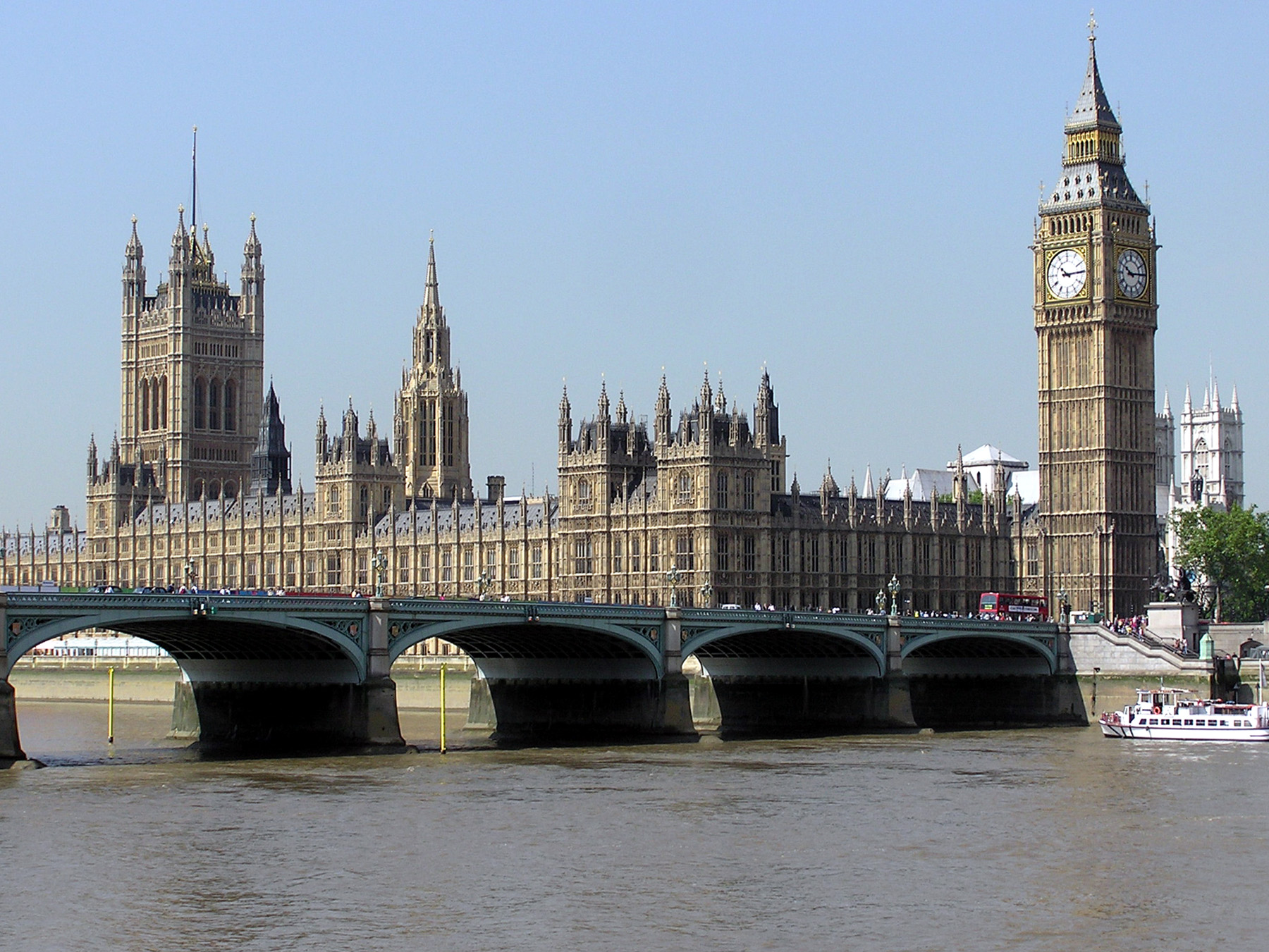
Будинок Парламенту

Лицарі і Леді Підв'язки, Будяка і Св. Патрика йдуть перед тими, хто отримав інші ордени незалежно від ступеня. Серед інших орденів, особи вищого рангу йдуть перед особами нижчого рангу. Наприклад, Лицар Великого Хреста старший Лицаря командора. Для осіб рівного рангу, члени більш високого Ордена йдуть раніше. Всередині одного ордену, старшинство йде з того, хто отримав почесть раніше. Лицарі бакалаври йдуть після лицарів всіх інших орденів, але перед рангом командора або нижчих. Ордена чеснот (1902), компаньйони Честі (1917), Св. Джона (1888) і Індійської Корони (1878) не впорядковані за старшинством.
Дружини лицарів певного рангу йдуть відразу за дамами цього рангу. Наприклад, дружина найстаршого Лицаря Великого Хреста Бані за рангом відразу після найнижчої Пані Великого Хреста Британської Імперії.

## Звернення
Для баронетів, використовується стиль Sir John Smith, Bt., А для їх дружин просто Lady Smith. Рідкісні баронетесси вимагають звернення Dame Jane Smith, Btss. Для лицарів, стиль Sir John Smith, [літери після назви], де літери після імені залежать від рангу і ордену (для лицарів-бакалаврів літери не ставляться). Для їх дружин стиль Lady Smith без букв. Для Дам орденів використовується Dame Jane Smith, [букви]. Одержувачі Орденів Співдружності, медалей та значків не отримують звернення Sir або Dame, але можуть ставитись літери після імені, наприклад John Smith, VC. Лицарі та дами ордена Св. Джона не отримують ніякого особливого поводження.

## Реформи
Реформи системи трапляються час від часу. В останнє сторіччя значні зміни в системи включають Королівську Комісію в 1925 внаслідок скандалу, коли виявилося, що Прем'єр-міністр Ллойд Джордж продавав почесті, і після перегляду в 1993 коли прем'єр Джон Мейджор створив загальну систему номінацій (the public nominations system).
У липні 2004, Public Administration Select Committee (PASC) палати громад і одночасно Сер Хейден Філіпс, постійний секретар у департаменті конституційних справ, завершили перегляд системи. PASC рекомендував деякі радикальні зміни; Сер Хейден концентрувався на процедурних питаннях і на прозорості. У лютому 2005 Уряд відповів на обидва перегляда випуском Command paper з детальним описом прийнятих змін. Вони включали диверсифікацію і відкритість системи комітетів відбору кандидатів для почестей в список прем'єр-міністра, а також введення орденських планок.